# John Marsham
Sir John Marsham (23 août 1602 à Londres - 25 mai 1685 dans Hertfordshire, Angleterre) est un antiquaire et homme politique anglais. Il est connu pour ses travaux en chronologie. Il a siégé à la Chambre des communes de l'Angleterre et a été commis à la Court of Chancery (1638-1644, puis 1660-1680).

## Biographie
John Marsham, né le 23 août 1602 à Londres, est le second fils de Thomas Marsham, un échevin de Londres, et de Magdalen, fille de Richard Springham, un commerçant londonien. Après sa formation à la Westminster School de Londres, il s'inscrit au St John's College d'Oxford le 22 octobre 1619, où il obtient son B.A. le 17 février 1623 et son  M.A. le 5 juillet 1625.
Il passe l'hiver 1625 à Paris. En 1626 et 1627, il voyage en France, en Italie et dans le Saint-Empire romain germanique. De retour à Londres en 1627, il est nommé au Middle Temple. En 1629, il se rend à Bois-le-Duc, siège du duché de Brabant (qui recouvre une partie des Pays-Bas et de la Belgique actuels), puis à Flessingue aux Pays-Bas. Il s'arrête par la suite à Paris où il est admis dans le cortège de Thomas Edmondes, ambassadeur extraordinaire à la cour de Louis XIII.
Marsham est nommé commis à la Court of Chancery le 15 février 1638. Lorsque la Première guerre civile anglaise éclate en 1642, il suit le roi à Oxford, ce qui le privera de sa place au Court of Chancery. À la suite de la capitulation d'Oxford, il retourne à Londres en 1646. Après avoir vendu (ou loué) sa propriété de Londres, il se retire dans le Kent, où il poursuit des études historiques.
En avril 1660, Marsham est élu membre du parlement anglais pour la circonscription électorale de Rochester. En 1660, lors de la restauration de la monarchie, il est à nouveau nommé commis à la Court of Chancery. Le 12 août 1663, il est nommé baronnet de Marsham. Le 20 octobre 1680, il reçoit l'autorisation de transmettre le poste de commis à son fils Robert. Il a donc occupé ce poste de 1638 à 1644 et de 1660 à 1680.
John Marsham meurt dans le comté de Hertfordshire le 25 mai 1685. Avec Elizabeth (1612-1689), fille de Sir William Hammond of St. Albans Court à Nonington dans le Kent, il a eu deux fils : John (2e baronnet de Marsham) et Robert Marsham (4e baronnet) de Marsham), et une fille, Elizabeth.

## Publications
À l'époque, John Marsham est reconnu pour ses connaissances en histoire, en chronologie et en langues. Ce serait le premier auteur de langue anglaise à produire un exposé compréhensible des antiquités égyptiennes.
Son Diatriba Chronologica, publié à Londres en 1649, est une dissertation sur les difficultés majeures qui apparaissent dans la chronologie de l'Ancien Testament. La plupart des celles-ci sont reprises dans son ouvrage plus élaboré, Chronicus Canon Ægypticus, Ebraicus, Græcus, et disquisitiones, publié à Londres en 1672, « un livre superbement imprimé ». Marsham a aussi rédigé la préface du premier volume de Monasticon Anglicanum, ouvrage de Roger Dodsworth (en) et William Dugdale publié en 1655, sous le titre Propylaion Johannis Marshami (une étude approfondie du monachisme en Angleterre).
À sa mort, il laisse plusieurs ouvrages inachevés : (1) Canonis Chronici liber quintus: sive Imperium Persicum, (2) De Provinciis et Legionibus Romanis, (3) De re nummaria, ainsi que d'autres traités.

## Œuvres
- Diatriba Chronologica, 1649
- Chronicus Canon Ægypticus, Ebraicus, Græcus, et disquisitiones,1672
  - autres éditions : 4 tomes, Leipzig, 1676, et 4 tomes, Franeker, 1699

### Citations originales
1. ↑  (en) « a beautifully printed book »